# Marlene de Andrade
Zita Marlene de Andrade de Sousa (Caracas, 14 de julio de 1977) es una modelo, actriz, política y presentadora venezolana. Es la actual presidenta del canal venezolano TVES.

## Inicios
Una vez salía de bachiller, comenzó a estudiar Farmacia en la Universidad Central de Venezuela, carrera que interrumpió debido a su participación en el Miss Venezuela 1997. En el certamen del Miss Venezuela representó al estado Portuguesa. Tras participar en dicho evento inició una carrera formal como modelo con el apoyo de una agencia del país. Durante varios meses, fue modelo de fotografía en varios países (Colombia, República Dominicana, Estados Unidos, Aruba y Japón) y participó en diversos concursos de belleza.

## Comienzo en televisión
A su regreso a Venezuela, un amigo la convenció para asistir a un casting en RCTV, donde fue elegida para encarnar al complejo personaje de Pipina villana principal en la telenovela estelar de la planta; Carita pintada. A raíz de esa experiencia, decidió seguir estudiando y gracias a su buen ángel comenzó a tomar clases de actuación con el profesor Nelson Ortega, a la par realizó diversas novelas con actores de talla como lo fue junto Scarlet Ortiz en la telenovela Mis 3 hermanas; otro gran logro en rating en donde pudimos apreciar una excelente labor como la noble Bárbara.
Al año siguiente, impresionó por su  poca participación en la telenovela La soberana, siendo una amante esposa con deseos de superación. Por desgracia se había adelantado a su época, porque dio mucho que hablar a la sociedad de antaño, y al año siguiente (2002) obtuvo la oportunidad de protagonizar junto a Carlos Montilla en la exitosa telenovela Trapos íntimos.
En el 2003 realizó su primera aparición en la película La señora de Cárdenas, en la que participó junto a Roxana Díaz. Ese mismo año inició las grabaciones de Mujer con pantalones, donde demostró ser una mujer fuerte, valiente y decidida que lucha por el honor de su familia. Dentro de este giro de grabaciones conoció a su actual esposo y protagonista masculino Winston Vallenilla.
Entre 2007 y 2008, trabajó en la telenovela de Venevisión, Arroz con leche, la cual tuvo éxito en Venezuela y también en otros países como EE. UU., México, Perú junto a un gran elenco, además planeó casarse en diciembre del 2008 con su novio. Participó en la novela La vida entera como la antagonista (Lali). Entre 2009 y 2010, pasó a formar parte de las Chicas Polar para la campaña del 2010.
En el 2010 regresa en la nueva producción de Venevisión, La mujer perfecta escrita por Leonardo Padrón, donde interpreta a Eva Gómez.
En 2019 interpretó a Patricia Villalobos, en la telenovela de TVES La Dama y el Vigilante junto con su esposo Winston Vallenilla, siendo su primera aparición en una telenovela de esta televisora.
Actualmente es la presidenta de TVes, dado que su esposo Winston Vallenilla Hazell se convirtió en diputado a la Asamblea Nacional.

## Novelas
- Carita pintada - (RCTV-1999)... Guillermina "Pipina" Hoffman de Cáceres
- Mis 3 hermanas - (RCTV-2000)... Bárbara Solís Quintero
- La soberana - (RCTV-2001)... Pura "Purita" Benavides de Linares
- Trapos íntimos - (RCTV-2002-2003)... Isabel Cordero
- Mujer con pantalones - (RCTV-2004-2005)... María Isabel "Micel" Torrealba
- Y los declaro marido y mujer - (RCTV-2006-2007)... Elizabeth Zamora Mujica de Gutiérrez
- Arroz con leche - (Venevisión-2007-2008)... Amanda Pacheco de Chacón
- La vida entera - (Venevisión-2008-2009)... Laly Falcón
- La mujer perfecta - (Venevisión-2010-2011)... Eva Gómez Valdés de López
- La Dama y el Vigilante (TVes-2019)... Patricia Villalobos

## Cine
- Una abuela virgen - 2007